# Gymnopleurus koenigi
Gymnopleurus koenigi là một loài bọ cánh cứng trong họ Bọ hung (Scarabaeidae).